# 雙溪口 (嘉義縣朴子市)
雙溪口，是臺灣嘉義縣朴子市的一個傳統地域名稱，位於該市北部東端。相較於今日行政區，其範圍大致包括雙溪里、溪口里不含南端、德興里。

## 歷史
台灣日治初期，雙溪口地區為一街庄（舊制街庄），稱為「雙溪口庄」，隸屬於大槺榔西堡。該庄昔日西及北隔朴子溪分別與下雙溪庄、溪墘厝庄為界，東隔朴子溪及一小段陸界與蒜頭庄為界，東南邊及南邊東段為小槺榔庄，南邊西段為大槺榔庄，西南邊為樸仔腳街。
1901年（日治明治三十四年）11月11日，全台設置二十廳，該庄隸屬於嘉義廳。1904年（明治三十七年）2月15日，該庄編入「大槺榔區」，隸屬於嘉義廳。1909年（明治四十二年）10月25日，全台整併二十廳為十二廳，該庄仍隸屬於嘉義廳。1910年（明治四十三年）1月18日，各區管轄區域調整，該庄改隸屬於嘉義廳的「樸仔腳區」。1920年（大正九年）10月1日，全台廢十二廳改設五州二廳，該庄改制為「雙溪口」大字，隸屬於臺南州東石郡朴子街（新制街庄）。
戰後朴子街改制為朴子鎮，隸屬於臺南縣，大字亦改制為里。1950年（民國39年）10月25日，雲、嘉、南分治，朴子鎮改隸屬於嘉義縣。1992年（民國81年）9月10日，朴子鎮升格為縣轄市朴子市。

## 聚落
本地區發展較早的聚落有雙溪口、芉埔藔、下藔，在日治期初期的官方地圖上已有記載。此外，本地區尚有新吉庄聚落，為鄰近六腳鄉溪墘厝三塊厝居民遷村而來。

## 交通
縣道157號是斗南至過溝的道路，經過本地區雙溪口聚落東南側及新吉庄聚落東南郊。由該道路（大方向）北行可前往六腳鄉、新港鄉、溪口溪、雲林縣大埤鄉、大埤鄉/斗南鎮邊界，並止於斗南市區南郊的省道台1線路口；南行可前往朴子市朴子市區、東石鄉東南端、布袋鎮北部的過溝，並止於省道台17線路口。
鄉道嘉46線是雙溪口至大槺榔的道路。
鄉道嘉47-1線是新吉庄至大槺榔的道路。
鄉道嘉58線是雙溪口至太保的道路。

## 學校
- 雙溪國小